# Pseudagrion aureofrons
Pseudagrion aureofrons – gatunek ważki z rodziny łątkowatych (Coenagrionidae).